# يوتا كوماموتو
يوتا كوماموتو (باليابانية: 熊本 雄太) (مواليد 18 يوليو 1995) هو لاعب كرة قدم ياباني.

## وصلات خارجية
- يوتا كوماموتو على موقع رابطة كرة القدم اليابانية للمحترفين (اليابانية)
- يوتا كوماموتو على موقع قاعدة بيانات كرة القدم.إي يو (الإنجليزية)
- يوتا كوماموتو على موقع Soccerway.com (الإنجليزية)
- يوتا كوماموتو على موقع عالم كرة القدم.نت (الإنجليزية)